# Gnathocera lurida
Gnathocera lurida är en skalbaggsart som beskrevs av Oliver Erichson Janson 1877. Gnathocera lurida ingår i släktet Gnathocera och familjen Cetoniidae.

## Underarter
Arten delas in i följande underarter:
- G. l. legrosi
- G. l. kiellandi